# Hundepeitscher

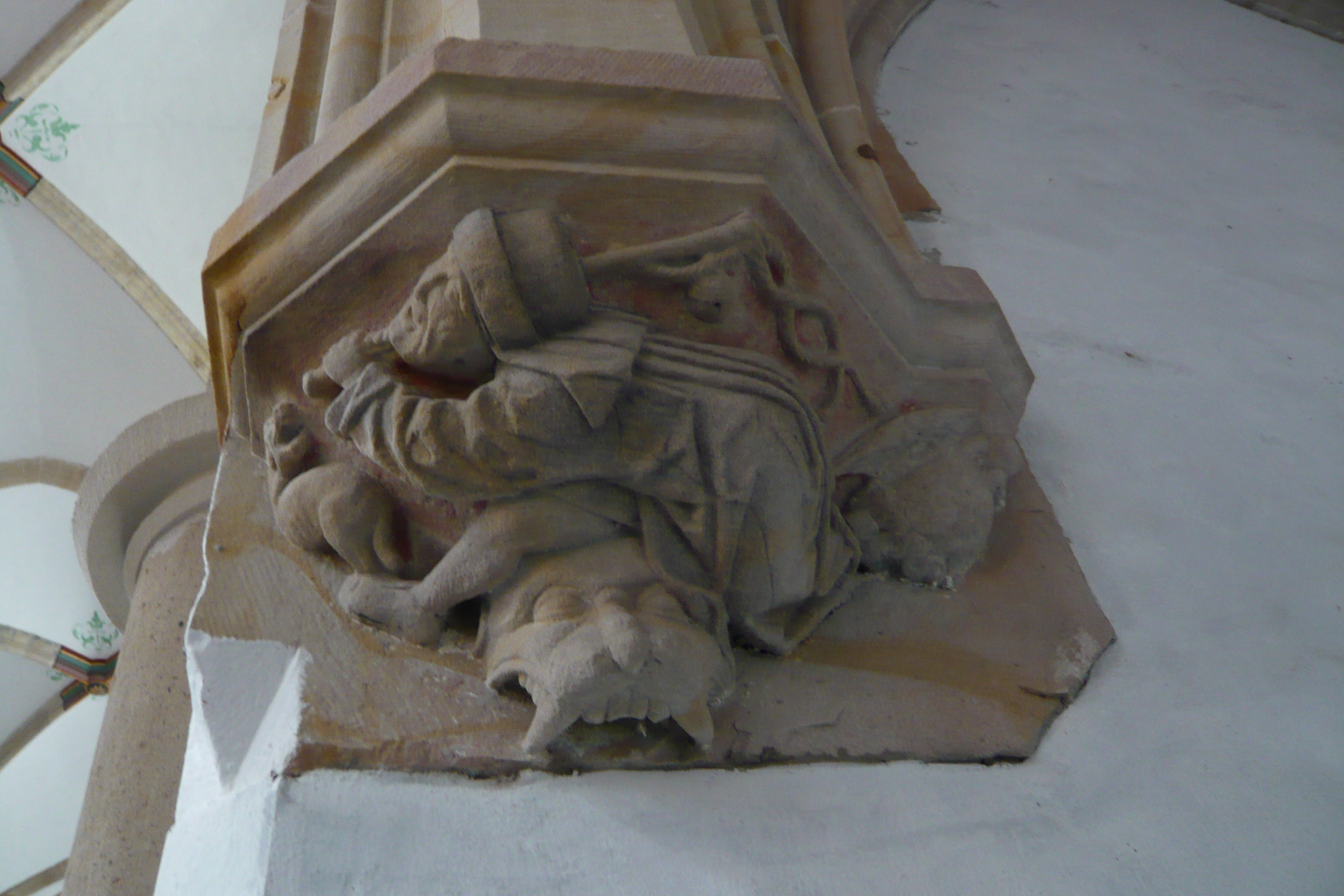
Hondeslager als Steinmetzarbeit der St.-Bavo-Kirche in Haarlem

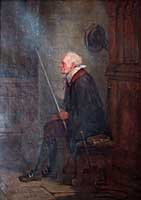
Ein englischer Amtsträger, 1882 („An Olden Time Dog Whipper and Sluggard Wakener“, Gemälde von Reuben Bussey)

Hundepeitscher oder Hundeauspeitscher bezeichnete ein Amt bzw. dessen Ausführenden, der Hunde von bestimmten öffentlichen Plätzen und insbesondere aus Kirchen zu vertreiben hatte.
Grundsätzlich waren Hunde beim Gottesdienst willkommen, es war nur üblich, bellende und störende Hunde zu entfernen. Die Bezahlung der Hundepeitscher ist in englischen Pfarrbüchern gut dokumentiert. Noch 1856 wurde ein Mr. John Pickard zum dog whipper der Kathedrale St. Peter (Exeter) ernannt. Der Dog Acre in Birchington-on-Sea diente als Pfründe des örtlichen Amtsträgers. Zuweilen hatten die Hundepeitscher auch die Aufgabe, als sluggard waker betrunkene oder eingeschlafene Gemeindeglieder zu wecken.